# Franz Wöhrer
Franz Wöhrer (5 giugno 1939) è un ex arbitro di calcio austriaco.

## Carriera
Wöhrer esordisce come arbitro nella Bundesliga nel 1957.
Nel 1969 diventa internazionale.
È famoso per aver arbitrato la gara del primo gruppo dei Mondiali del 1982 tra Camerun e Perù. In quell'occasione fini nell'occhio del ciclone per il cattivo arbitraggio: non aveva infatti visto un gol del camerunese Milla.
Si ritira nel 1987.